# Philippe Antoine Amédée Lebrun
Pour les articles homonymes, voir Lebrun.
 (mars 2019).
Si vous disposez d'ouvrages ou d'articles de référence ou si vous connaissez des sites web de qualité traitant du thème abordé ici, merci de compléter l'article en donnant les références utiles à sa vérifiabilité et en les liant à la section « Notes et références ».
Philippe Antoine Amédée Lebrun dit Grand-Lebrun (né le 10 février 1749 à Dieppe et mort le 8 avril 1794 à Bordeaux), est un receveur du bureau de sortie des douanes de Bordeaux, guillotiné à la Révolution.

## Biographie
Il est, à partir de 1781, en qualité de receveur du bureau de sortie des douanes de Bordeaux, l’un des acteurs de la réforme du système de taxes des échanges commerciaux, sous la direction de Jacques Philippe de Gercy. Le pays Bordelais, au XVIIIe siècle, vit du négoce et du port, son commerce est prospère. Au premier rang des 42 fermes du royaume, Bordeaux traite un quart du commerce extérieur de la France. Lebrun participe à la réforme qui supprime les barrières douanières et du même coup élimine l’impôt de province à province. C’est la libre circulation des biens à l’intérieur du royaume. Cet état de splendeur ne sera plus jamais égalé à Bordeaux.
Résident dans le prestigieux édifice de la douane de Bordeaux, Lebrun fait ériger une résidence secondaire à Caudéran qu’il appelle « les Charmettes », sous l’influence de Jean-Jacques Rousseau. C’est l’un des plus beaux spécimens de l’architecture classique de Bordeaux, que l’on connait aujourd’hui en tant que lycée Sainte-Marie Grand Lebrun. Durant la Révolution, Lebrun s’engage au côté des Girondins contre la « Montagne », dans la section Simonneau dont il devient le président en 1793. Il approuve la création de la commission populaire de salut public. En août, les Girondins sont battus. Il est condamné et guillotiné le jour même en 1794, par la convention militaire, malgré l’appui des malheureux qui témoignent des dons qu’il faisait aux pauvres au cours des disettes, les témoignages de son patriotisme et son comportement pour la république et une somme substantielle offerte par ses amis pour le soustraire à la peine capitale.
En novembre de la même année, quand la Terreur arrive à son terme, Lebrun est réhabilité par la commission militaire de Bordeaux.

## Descendance
Son fils, Philippe-Alexandre Le Brun de Charmettes, royaliste, historien de Jeanne d'Arc, réhabilitera celle-ci dans son ouvrage Histoire de Jeanne d’Arc en 1817, après qu'elle a connu plusieurs siècles de disgrâce durant lesquels elle est considérée comme relapse.